# Heinrich Schoppen
Heinrich Rudolf Paul Karl Schoppen (* 21. August 1860 in Anklam; † 1933 in Marlow) war ein deutscher Kommunalpolitiker.

## Leben
Heinrich Schoppen studierte an der Friedrich-Wilhelms-Universität zu Berlin und der Königlichen Universität zu Greifswald. Er wurde im Corps Normannia Berlin (1881) und im Corps Borussia Greifswald (1882) recipiert. Nach dem Studium trat er in den preußischen Staatsdienst. 1905 wurde er Erster Bürgermeister der Stadt Gnesen. Im Ersten Weltkrieg fungierte er 1915–1917 als Oberbürgermeister in Łódź in Russisch-Polen, das vom Deutschen Heer  besetzt war. Nach dem Ersten Weltkrieg war er Bürgermeister von Marlow in Mecklenburg-Schwerin.